# 老山树蛙
老山树蛙（学名：Rhacophorus laoshan）一种分布于中华人民共和国广西壮族自治区的两栖动物，隶属于树蛙科树蛙属。

## 形态特征
体长33～37毫米，背部呈巧克力色，头顶两眼间有一条宽的横带，背部有宽的X形标记，四肢有宽横纹。腹部浅灰褐色。

## 分布
老山树蛙仅分布于中国广西田林县岑王老山地区。